# Ignatius Taschner
Ignatius Taschner (ur. 9 kwietnia 1871 w Bad Kissingen, zm. 25 listopada 1913 w Mitterndorfie (Dachau)) – niemiecki rzeźbiarz, medalier i grafik.

## Życiorys
W 1889 r. rozpoczął studia w Akademii Sztuki w Monachium, w 1900 r. uczestniczył w Wystawie Światowej w Paryżu oraz w konkursie na pomnik Goethego w Strasburgu. W 1903 r. Hans Poelzig powołał go na stanowisko docenta Akademii Sztuki i Rzemiosła Artystycznego we Wrocławiu, gdzie prowadził zajęcia z prac w metalu i tam powstała duża część jego dzieł jubilerskich. W latach 1907–1913 wykonał liczne rzeźby w Berlinie, m.in. 10 figur zdobiących Fontannę Bajek (Märchenbrunnen) w Volkspark Friedrichshain.

## Dzieła w Polsce
- Źródełko Gustava Freytaga we Wrocławiu
- rzeźby na Wieży ciśnień Borek we Wrocławiu
- Studzienka Taschnera w Poznaniu